# Charmes-la-Grande
Charmes-la-Grande è un comune francese di 168 abitanti situato nel dipartimento dell'Alta Marna nella regione del Grand Est.

## Società

### Evoluzione demografica
Abitanti censiti